# Sina Tkotsch
 (octobre 2018).
Si vous disposez d'ouvrages ou d'articles de référence ou si vous connaissez des sites web de qualité traitant du thème abordé ici, merci de compléter l'article en donnant les références utiles à sa vérifiabilité et en les liant à la section « Notes et références ».
Sina Tkotsch, née le 27 juin 1990 à Berlin, est une actrice allemande.

## Biographie
Sa sœur ainée, Sarah, exerce également le métier d'actrice.

## Filmographie
- 2007 : Bezaubernde Marie de Peter Weissflog[3]
- 2008 : 1:0 für das Glück de Walter Bannert[4]
- 2008 :  Beautiful Bitch de Martin Theo Krieger[5]
- 2009 : Der letzte Rest de Jens Wischnewski[6]
- 2009 : Losing Balance de Felix Fuchssteiner : Caro Borowski[7]
- 2009 : Gangs de Rainer Matsutani : Stella[8]
- 2010 : Une ville dans le noir de Sebastian Vigg : Nelly Radke[9]
- 2010 : Single By Contract de Marc Rothemund : Estefania[10]
- 2011 : Sie hat es verdient de Thomas Stiller[11]
- 2011 : Jungle Child de Roland Suso Richter : Sabine Kuegler[12]
- 2013 : Ohne Gnade! de Birgit Stein : Püppi[13]
- 2013 : Blutsschwestern de Kai Meyer-Ricks
- 2013 : Dear Courtney de Rolf Roring : Sasckia[14]
- 2015 : Inga Lindström – Leg dich nicht mit Lilli an de Ulli Baumann : Lilli Helberg[15]
- 2015 : Der Nachtmahr de Achim Bornhak : Barbara[16]
- 2016 : Wie Männer über Frauen reden de Henrik Regel : Anna[17]
- 2016 : LenaLove de Florian Gaag : Stella[18]